# Alpera
Alpera er en by og kommune i det sydøstlige Spanien i provinsen Albacete. Den har et indbyggertal på 2.260 (2024) indbyggere.